# Dalarö kyrka
Dalarö kyrka är en träkyrka i Dalarö i Haninge kommun som tillhör Dalarö-Ornö-Utö församling inom svenska kyrkan. Kyrkan ligger centralt i Dalarö och är omgiven av äldre skärgårdsbebyggelse och sommarvillor.

## Kyrkobyggnaden
Kyrkan fick sitt nuvarande utseende 1787 och är placerat på platsen för ett mindre träkapell som uppfördes på 1650-talet. Vid ombyggnaden 1787 höjdes väggarna och brädfodrades. Taket fick sin brutna form. En sakristia byggdes till. Kyrkorummet fick tunnvalv och väggarna indelades med pilastrar. En inre och yttre restaurering genomfördes 1936 under ledning av arkitekt Einar Lundberg. Nya golvplankor lades in i långhus och sakristia. Fönster togs upp i långhusets
gavelrösten. Huvudingången fick ny dörr och omfattning. Kaminen i koret ersattes med elektrisk uppvärmning. Sluten bänkinredning sattes in.
Kyrkan består av ett långhus placerat i nordost-sydvästlig riktning med koret i nordost. Nordost om koret finns en tillbyggnad i två våningar med sakristia och herrskapsläktare som har egen ingång från kyrkogården. Vid långhusets sydvästra kortsida finns ett tillbyggt vapenhus med huvudingång samt trappa till orgelläktaren. Kyrkan har klarat sig helt oskadd från de stora bränder som drabbat Dalarö.

## Inventarier
Kyrkans interiör rymmer bland annat en predikstol som är tillverkad 1630 av mäster Melcherdt, ursprungligen skapad för Tyresö kyrka men 1639 skänkt till Dalarö då den inte ansågs fin nog för den nya kyrkan i Tyresö. Intill predikstolen hänger kyrkans äldsta altartavla från 1654 som framställer nattvarden och har givarnas porträtt infällda i ramen.
Nuvarande altartavla är en barockmålning föreställande Jesu korsfästelse och är inköpt 1710. Dopfunten är tillverkad av arkitekt Einar Lundberg 1936 av svartek från linjeskeppet Riksäpplet som förliste 1676. 
Ett votivskepp som bär årtalet 1652 är en modell av örlogsskeppet Göteborg och är skänkt till kyrkan av Anders Olofsson. Ännu ett votivskepp har skänkts till kyrkan och är en modell av fullriggaren Josefina som förliste 1887.

### Orgel
- 1853 byggde Carl Gustaf Cederlund, Stockholm en orgel med 5 stämmor.
- 1904 byggde Åkerman & Lund, Stockholm en orgel med 6 stämmor.
- 1936 byggde J A Johnsson, Duvbo och Anders Holmberg, Stockholm en orgel med 14 stämmor, två manualer och pedal. Orgeln byggdes om 1960 av A. Magnussons Orgelbyggeri AB, Göteborg och fick då 15 stämmor, två manualer och pedal.
- Den nuvarande orgeln, med 17 stämmor, är byggd 1982-1983 av Åkerman & Lund Orgelbyggeri AB i Knivsta. Orgelns fasad är ritad av Knut Kaliff som då var delägare i på Åkerman & Lund Orgelbyggeri och färgsatt av konservatorn Nils Löfgren. Fasaden från tidigare orgel är uppsatt på orgelläktarens sydvästra vägg. Orgeln är mekanisk och har ett tonomfång på 56/30.

| Huvudverk I   | Svällverk II        | Pedal         | Koppel |
| Principal 8'  | Borduna 8´          | Subbas 16´    | I/P    |
| Rörflöjt 8'   | Fugara 8'           | Gedacktbas 8´ | II/P   |
| Oktava 4'     | Coppula 4'          | Oktava 4'     | II/I   |
| Spetsflöjt 4' | Oktava 2'           | Fagott 16'    |        |
| Tvärflöjt 2'  | Sesquialtera 2 chor |               |        |
| Sedecima 1'   | Mixtur 3 chor       |               |        |
|               | Dulcian 8'          |               |        |
|               | Tremualnt           |               |        |
|               | Crescendosvällare   |               |        |

### Bilder, exteriör

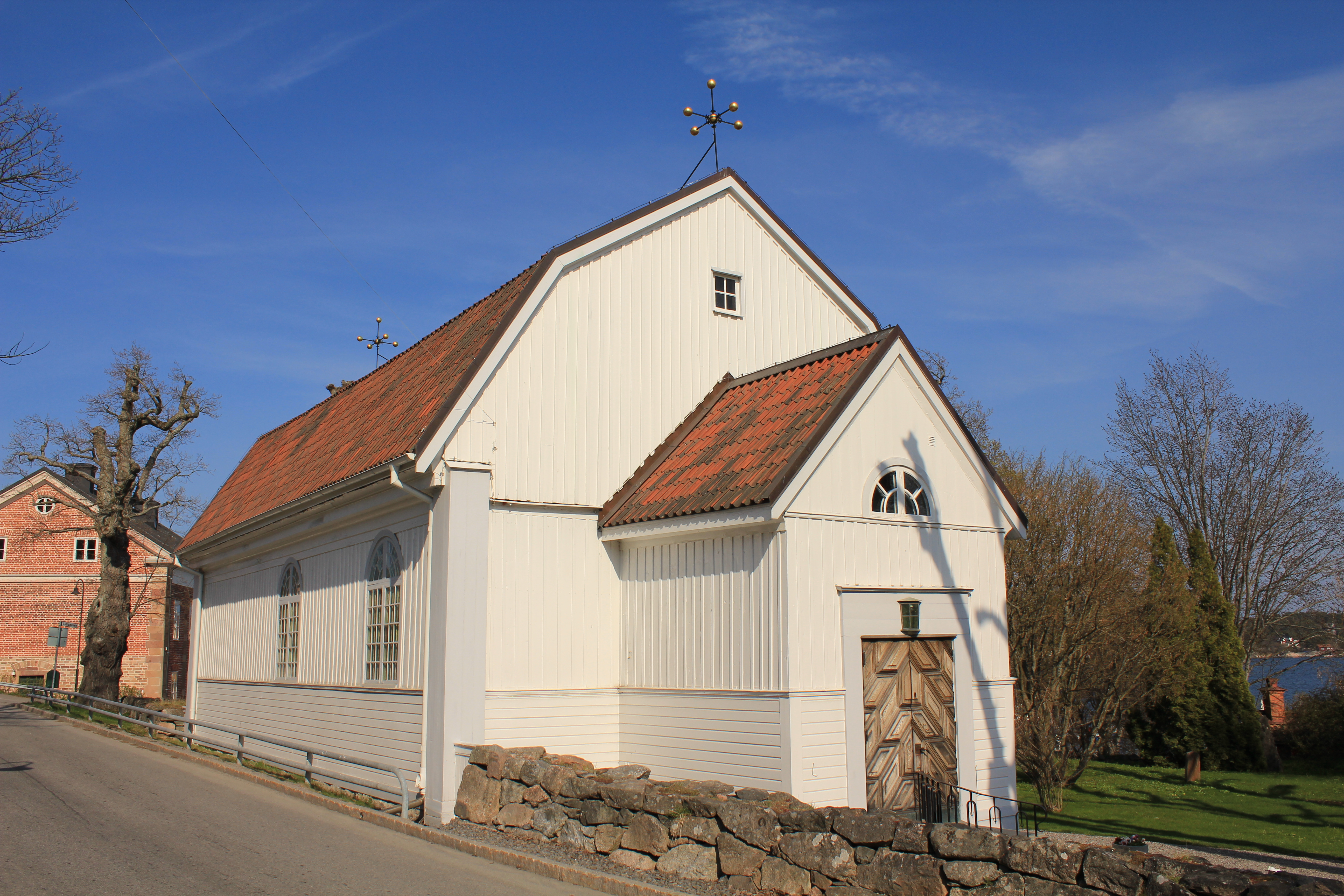
Vy från väster
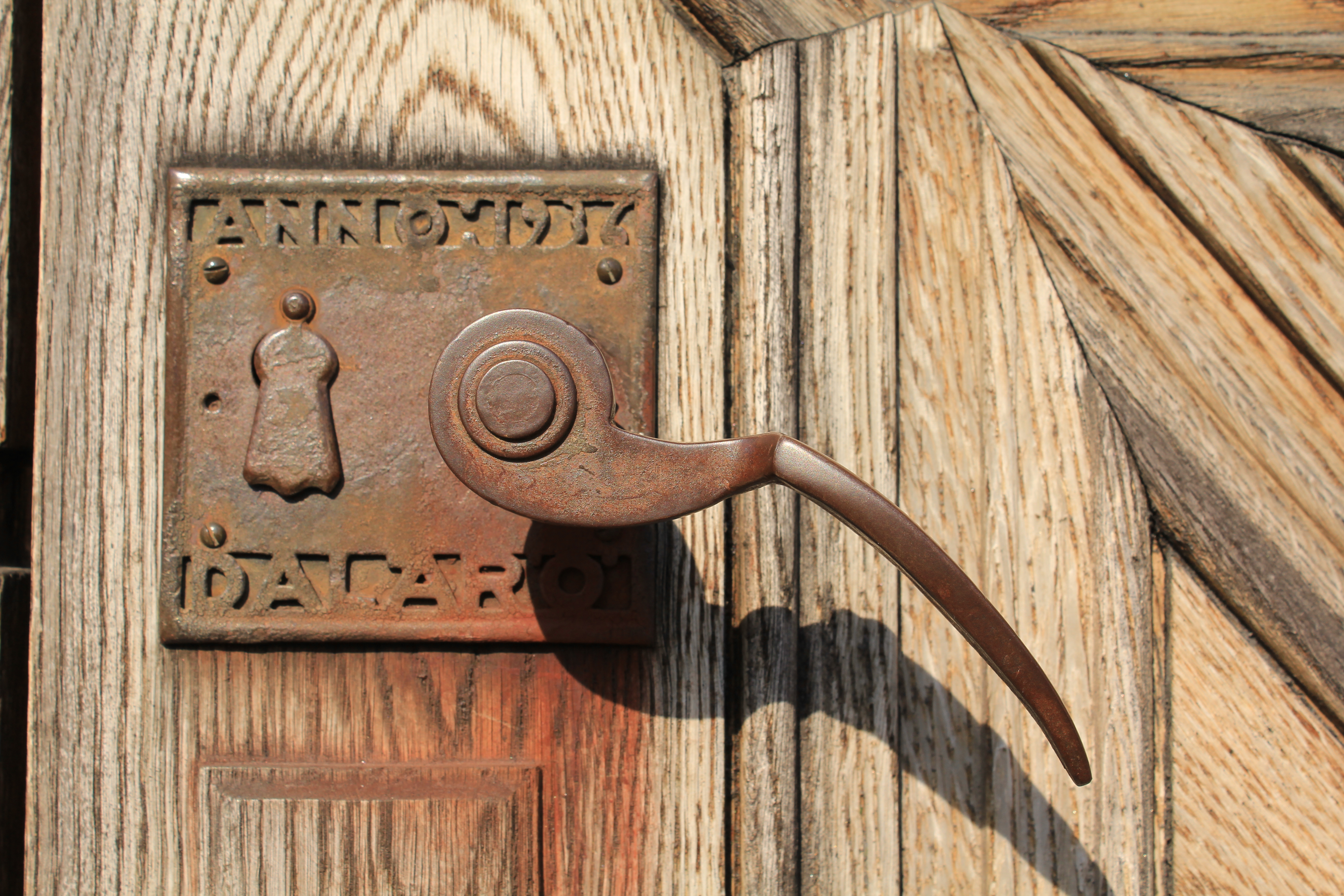
Detalj från kyrkporten
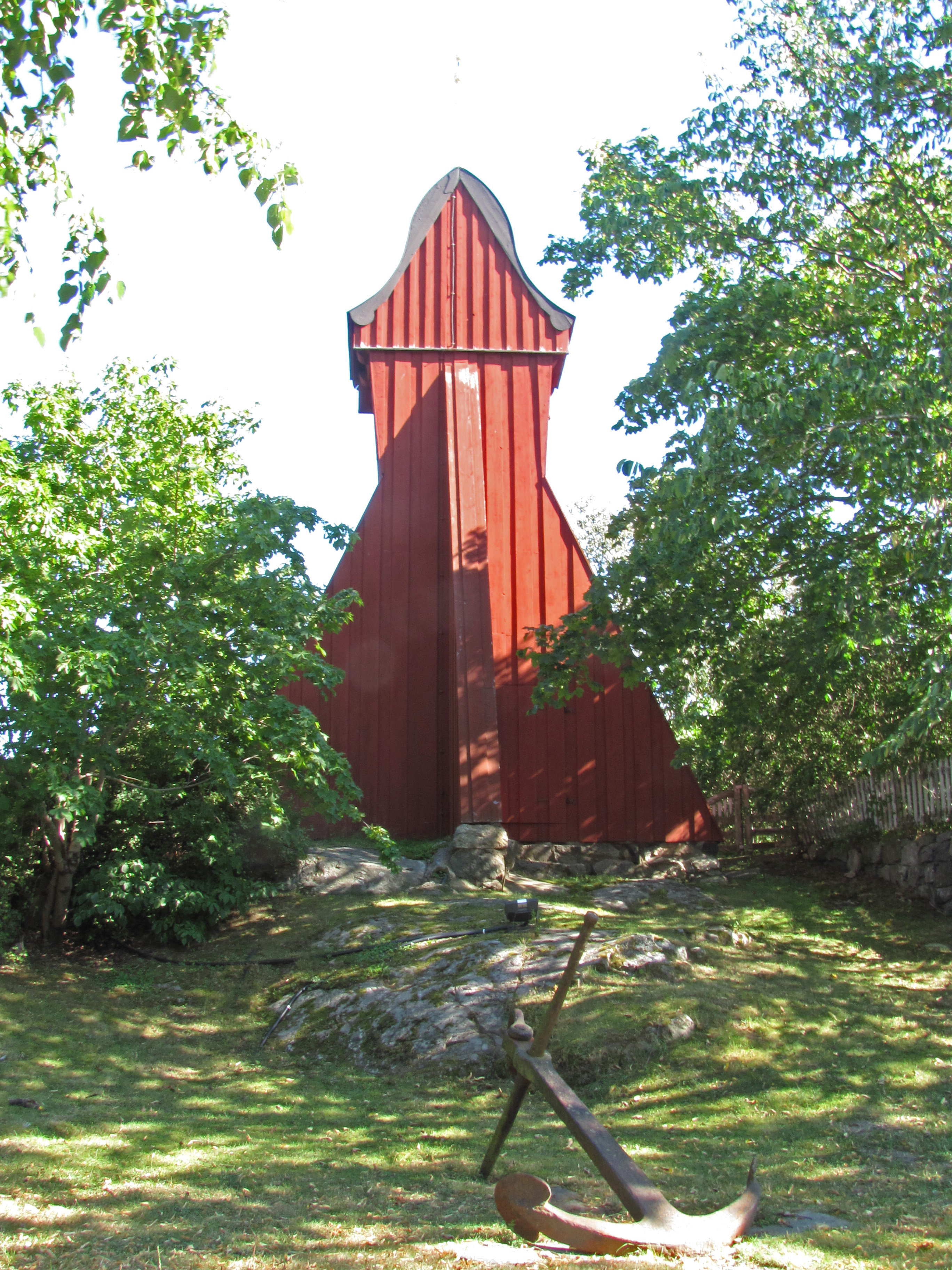
Klockstapeln
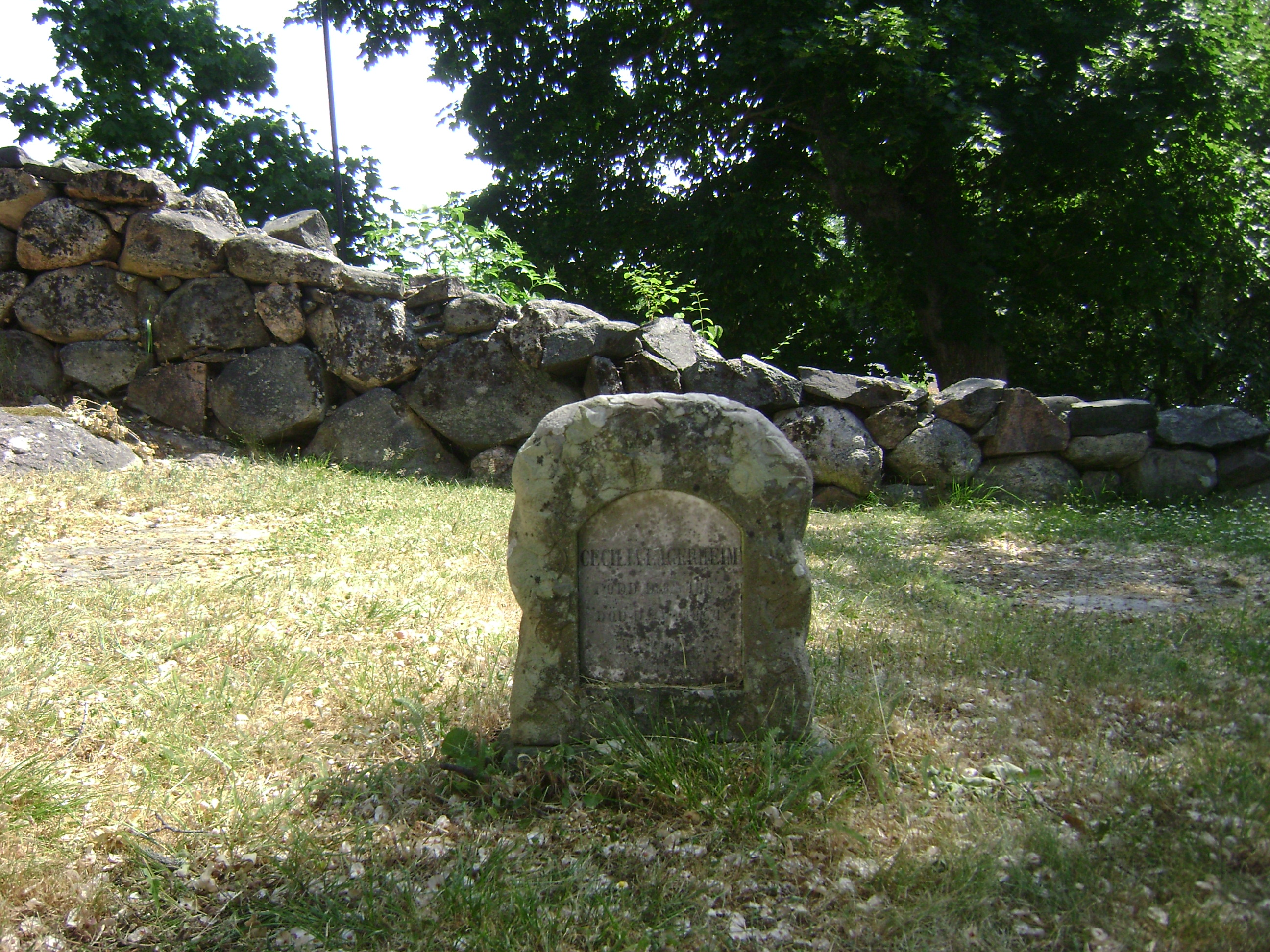
Kyrkogården
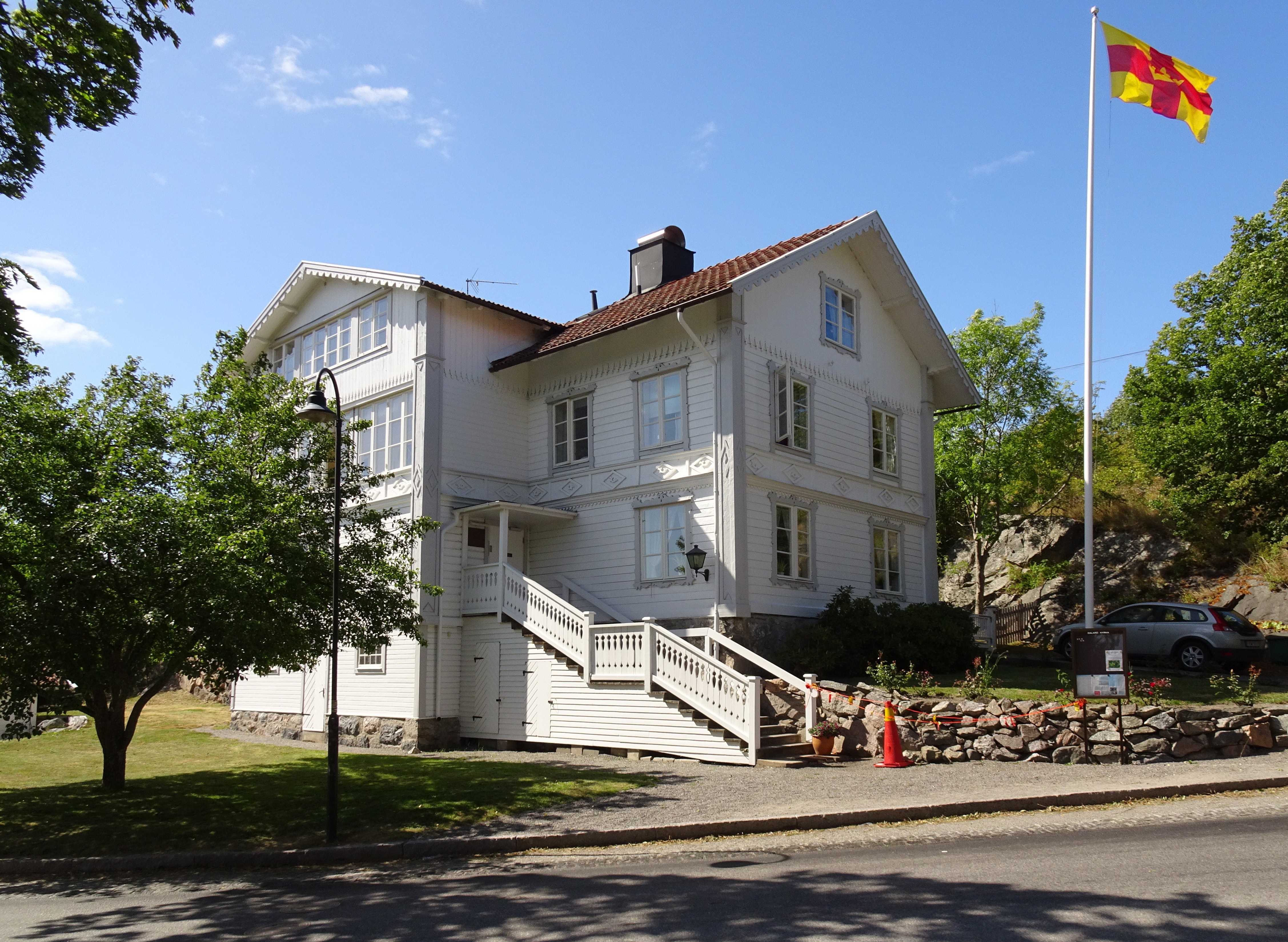
Församlingshemmet

### Bilder, interiör

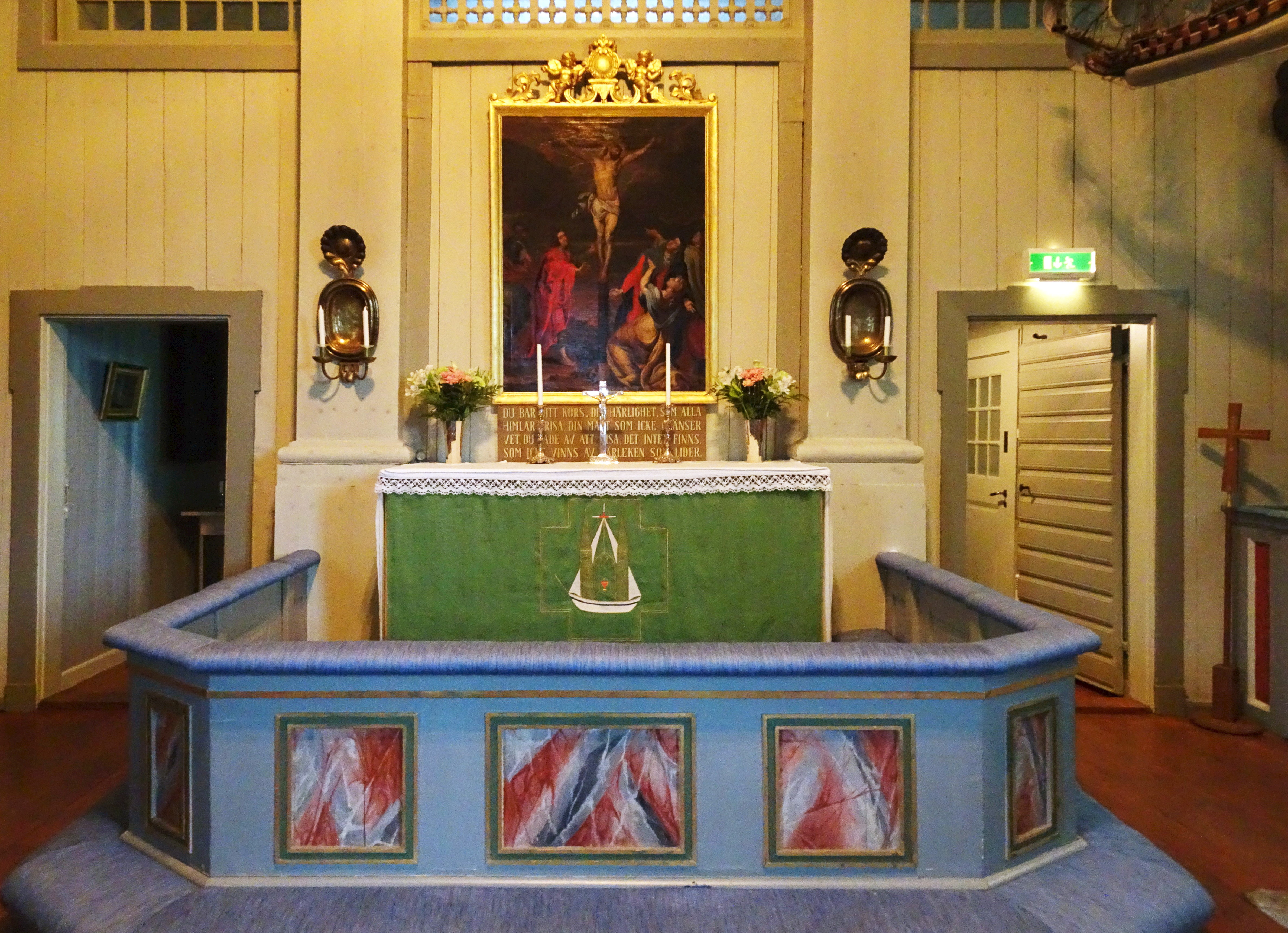
Altaret
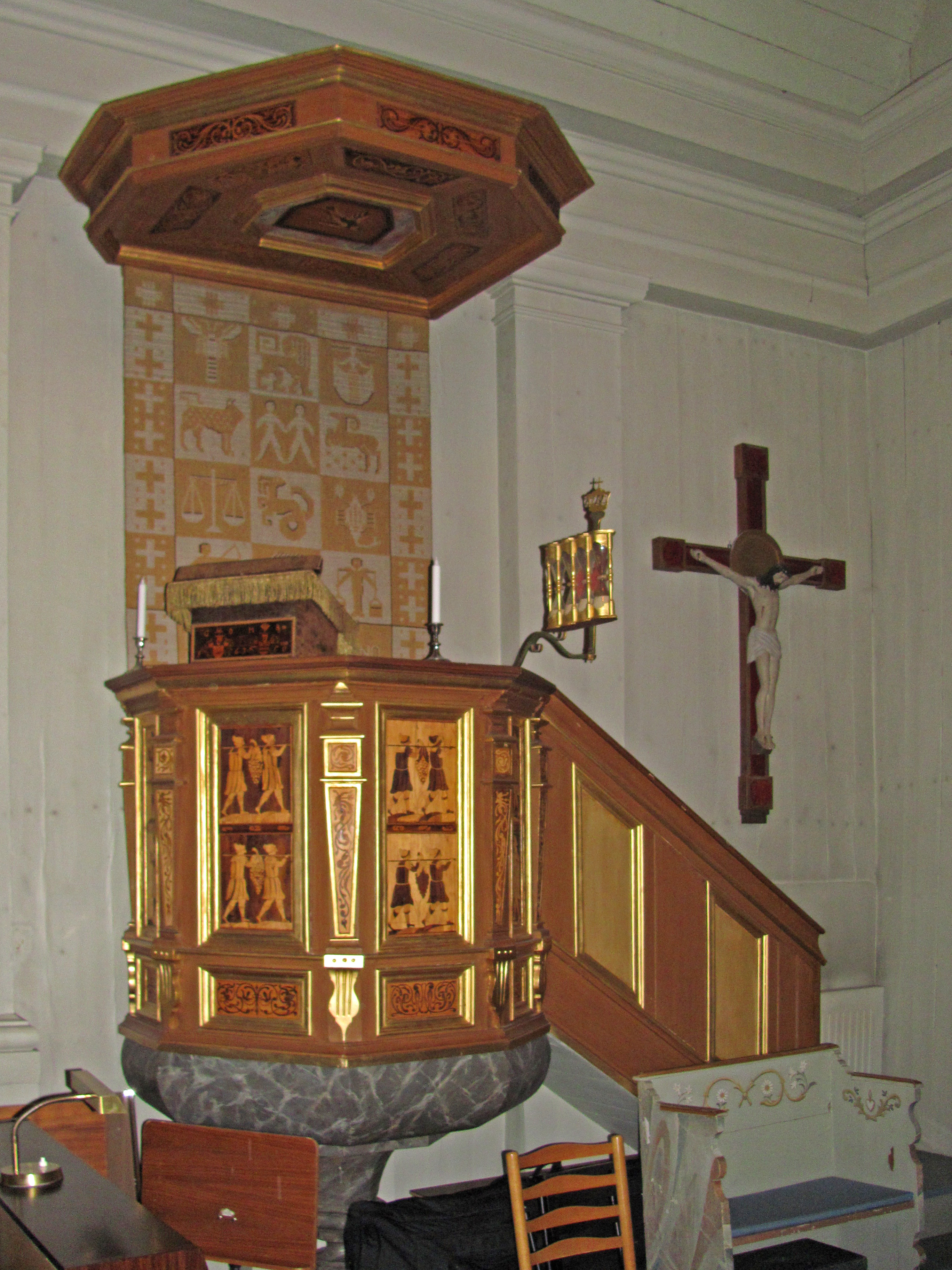
Predikstolen
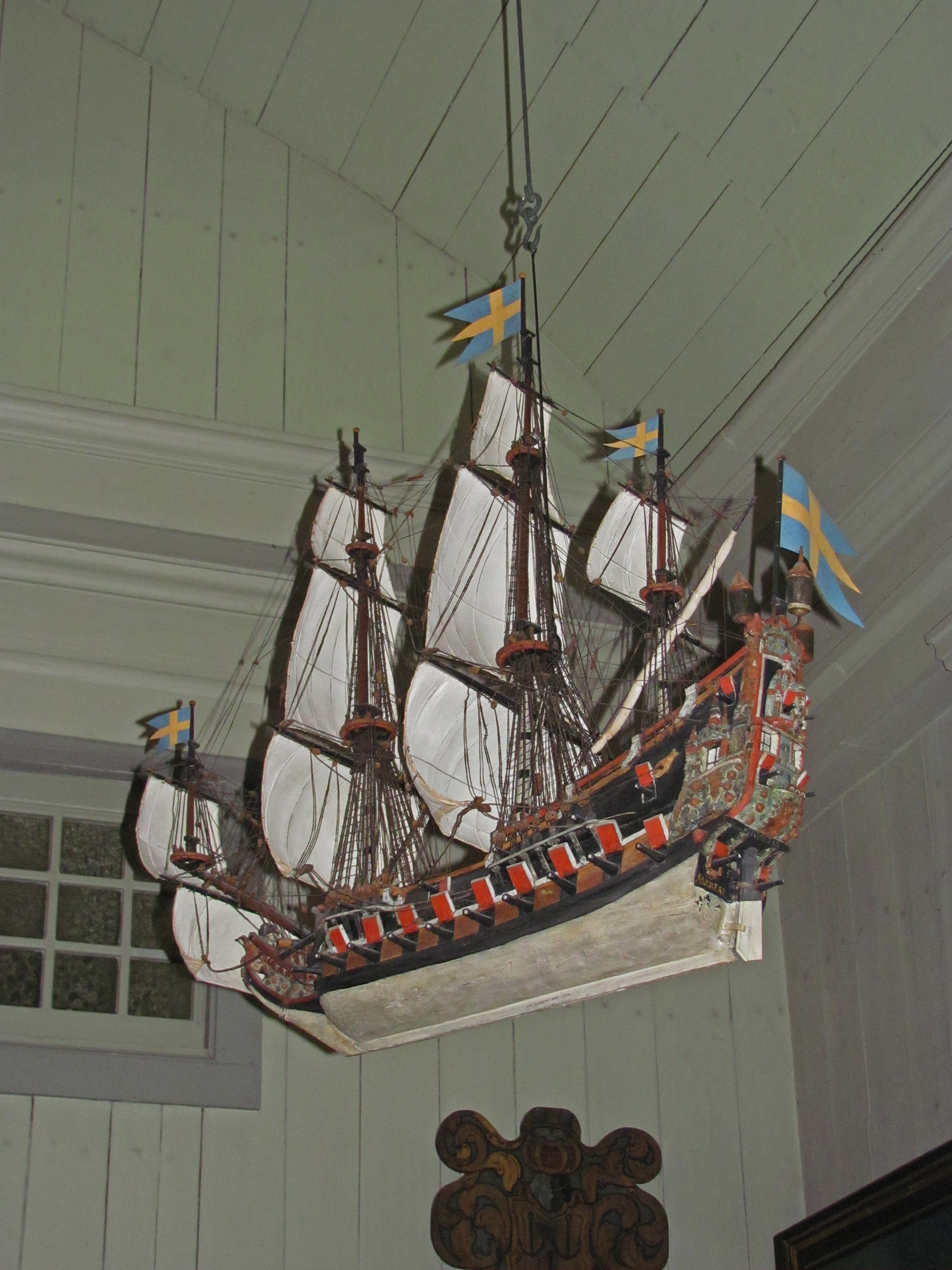
Votivskeppet
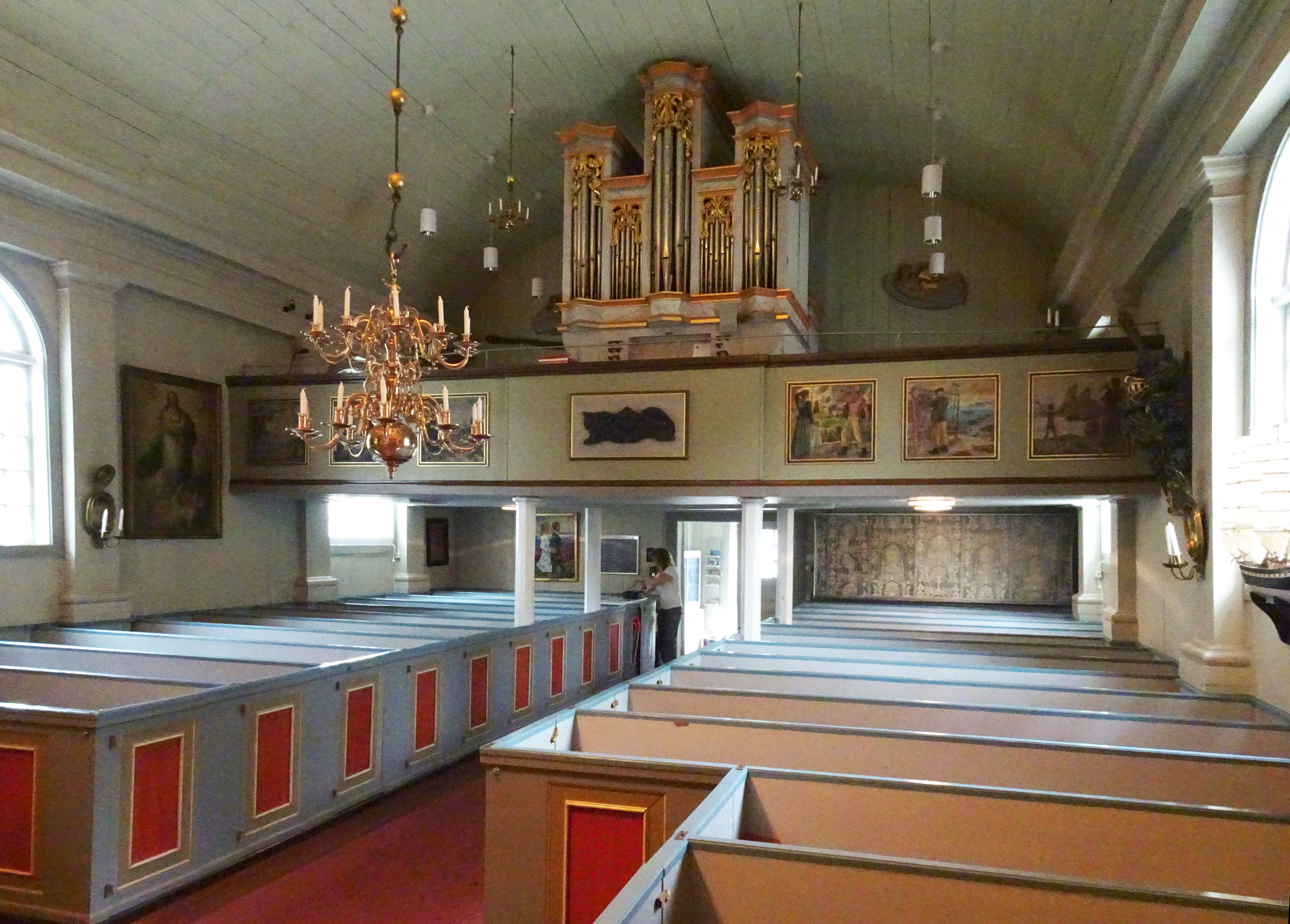
Orgelläktaren
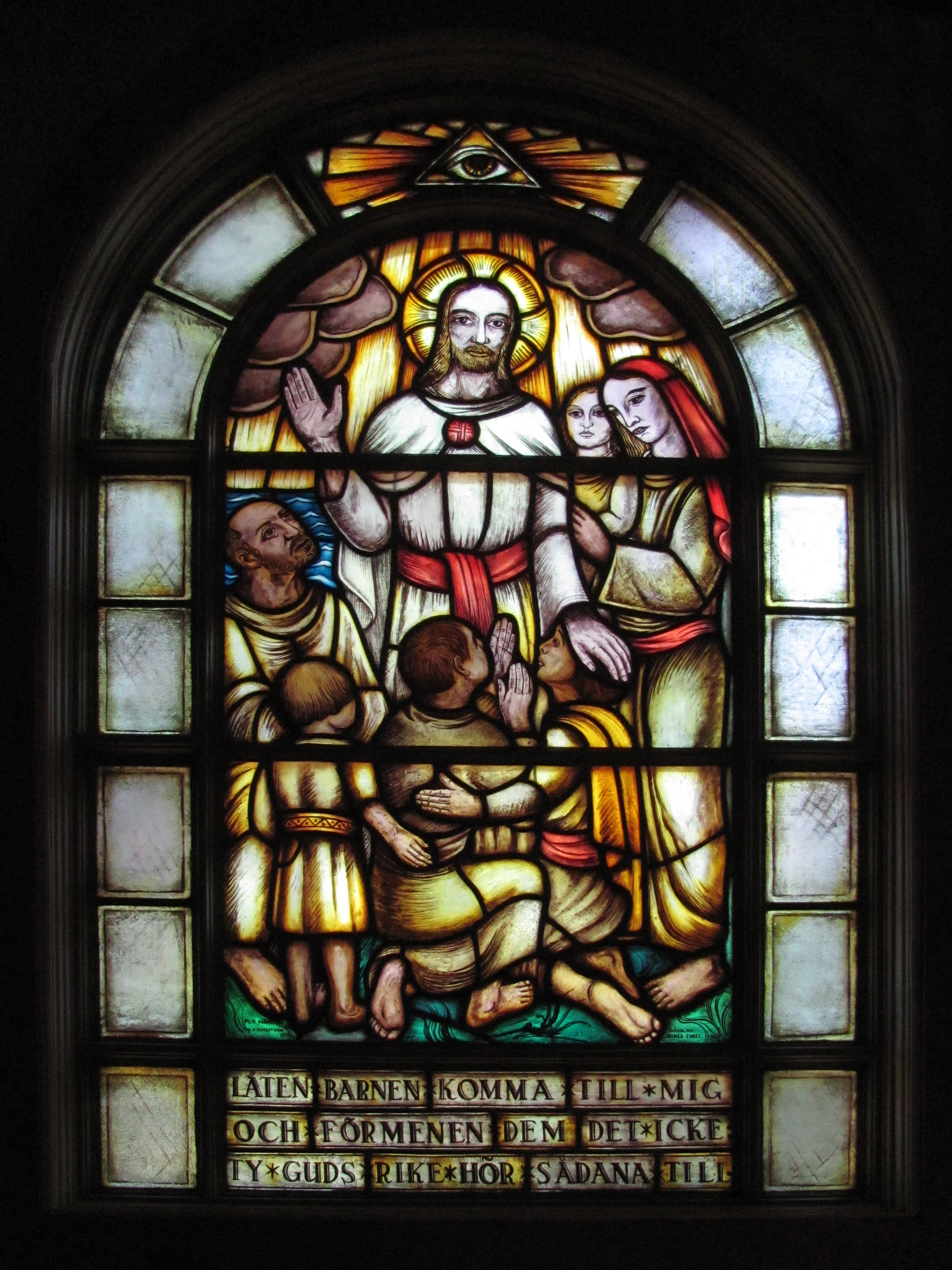
Kyrkfönstret

## Omgivning och Församlingshemmet Gammelgården
Runt Dalarö kyrka finns en mindre kyrkogård som inte använts sedan 1880-talet. Omgivande stenmur är lagd av dalkarlar. Eftersom kyrkobyggnaden saknar ett klocktorn, finns istället en fristående klockstapel som står på en bergknalle söder om kyrkan, utanför kyrkogårdsmuren. Klockstapeln uppfördes 1746 och ersatte en stapel från 1676. Stapeln har rödfärgad brädfodring med svängt, kopparklätt tak som är prytt med en spira med kors. 
I äldre tider kallades stapeln "basfiolsfodralet". I stapeln hänger två klockor. Storklockan är gjuten 1745 på Meyerska Styckgjuteriet i Stockholm. Lillklockan har varit med från kyrkans äldsta tid. Klockan är ornerad av akantusblad och en gädda i relief och bär inskriptionen "Gloria in excelsis Deo. Ioran Putenson me fecit anno 1656. H. Christian Bretsnider Tolförwalther in Dalaröen".
Mittemot kyrkan vid västra sidan om Odinsvägen står kyrkans församlingshem som uppfördes 1865 och kallades då Fredrikshäll. Den vita träbyggnaden renoveras 1971–1972 och döps om till Gammelgården samt används därefter som församlingshem.